# 北海道道761号北旭川停車場永山線
北海道道761号北旭川停車場永山線（ほっかいどうどう761ごう きたあさひかわていしゃじょうながやません）は、北海道旭川市内を結ぶ一般道道（北海道道）である。

## 概要

### 路線データ
- 起点：北海道旭川市流通団地一条4丁目（JR貨物 北旭川駅・北海道道641号北旭川停車場線交点）
- 終点：北海道旭川市永山町16丁目（国道39号交点）
- 路線延長：5.8 km

## 歴史
- 1972年（昭和47年）3月31日 路線認定[1]。

## 路線状況

### 重複区間
- 永山町16丁目 - 終点（北海道道942号東鷹栖永山線）

## 地理

### 通過する自治体
- 上川総合振興局
  - 旭川市

### 交差する道路
旭川市
- 北海道道641号北旭川停車場線 - 流通団地一条4丁目（起点）
- 国道12号旭川新道 - 永山町7丁目
- 北海道道37号鷹栖東神楽線 - 永山町9丁目
- 北海道道942号東鷹栖永山線 - 永山町16丁目（重複）
- 国道39号 - 永山町16丁目（終点）

### 沿線にある施設など
旭川市
- JR貨物 北旭川駅 - 流通団地1条5丁目
- JR北海道 宗谷本線 永山駅 - 永山1条19丁目
- JR北海道 宗谷本線 北永山駅 - 永山町14丁目